# Willy Gervin
Willy Gervin, född 28 november 1903 i Köpenhamn, död 8 juli 1951 i Roskilde, var en dansk tävlingscyklist.
Gervin blev olympisk bronsmedaljör i tandem vid sommarspelen 1932 i Los Angeles.